# دايسوكي أندو
دايسوكي أندو (باليابانية: 安東 大介) (مواليد 18 يوليو 1991) هو لاعب كرة قدم ياباني.

## وصلات خارجية
- دايسوكي أندو على موقع رابطة كرة القدم اليابانية للمحترفين (اليابانية)
- دايسوكي أندو على موقع قاعدة بيانات كرة القدم.إي يو (الإنجليزية)
- دايسوكي أندو على موقع Soccerway.com (الإنجليزية)
- دايسوكي أندو على موقع عالم كرة القدم.نت (الإنجليزية)